# Sitzball
Sitzball ist eine Mannschaftssportart im Behindertensport.
Sitzball ist nicht nur in Mitteleuropa, sondern auch in Afrika als Breiten- und Wettkampfsport vertreten. Deutsche Meisterschaften der Herren finden seit 1954 jährlich statt, bei den Damen seit 1974. Europäische Sitzballturniere gibt es seit den 1970er Jahren.
Die Sportart Sitzball wird in Deutschland von etwa 150 Mannschaften gespielt. Der erste Seatball-Worldcup fand im November 2006 in Kigali/Ruanda statt. Teilnehmende Mannschaften kamen aus Deutschland, der Schweiz, Ruanda, Burundi und Uganda.
Sitzball eignet sich ideal für das gemeinsame Spiel von behinderten und nichtbehinderten Menschen.

## Deutsche Meisterschaften

### Herren

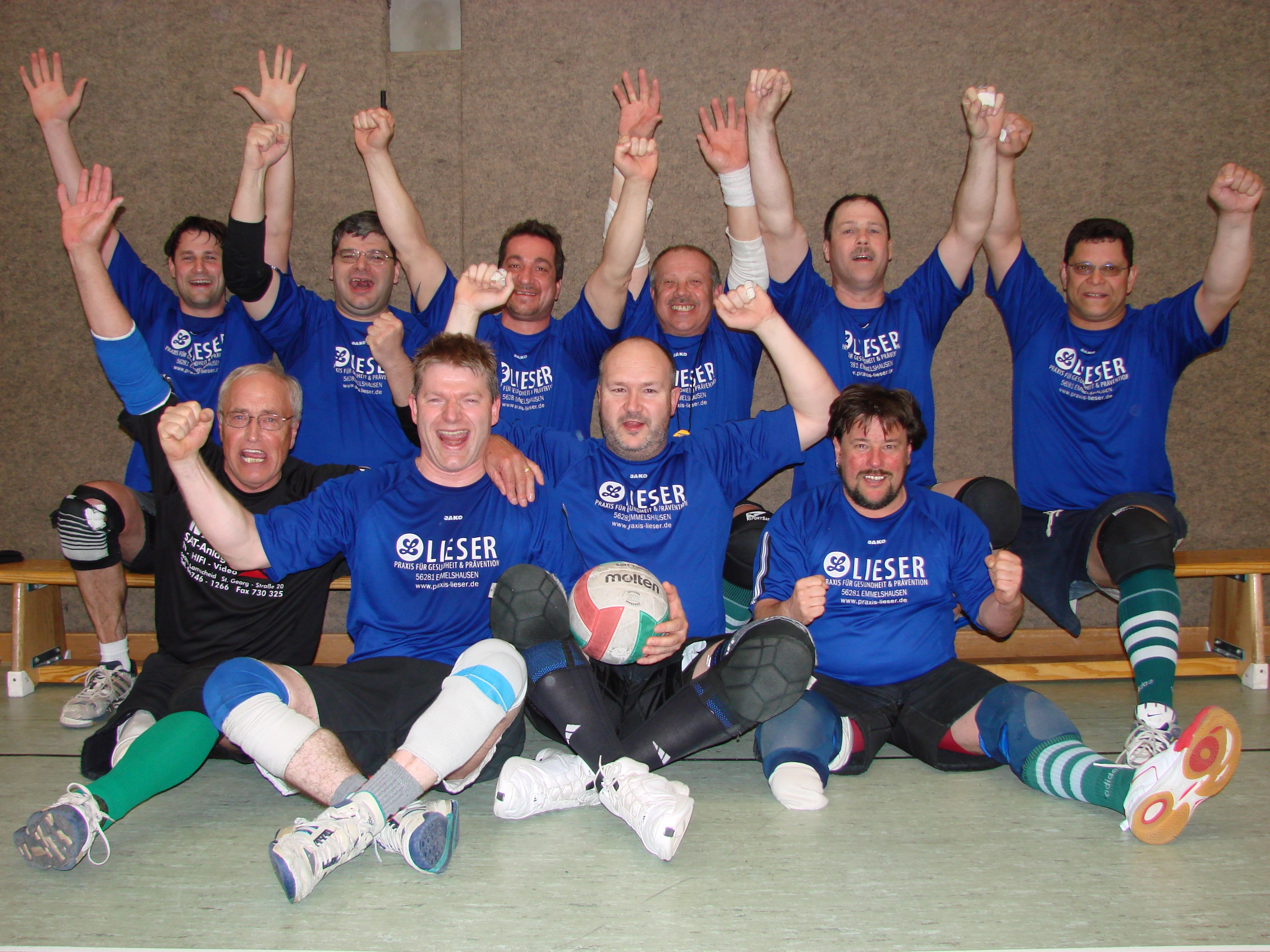
Deutscher Meister 2008

| - 1953 Gelsenkirchen - 1955 Schweinfurt - 1956 Schweinfurt - 1957 Würzburg - 1958 Schweinfurt - 1959 Schweinfurt - 1960 Gelsenkirchen - 1961 Gelsenkirchen - 1962 Gelsenkirchen - 1963 Schweinfurt - 1964 Gelsenkirchen - 1965 Gelsenkirchen - 1966 Gelsenkirchen - 1967 Schweinfurt - 1968 Landshut - 1969 Gelsenkirchen - 1970 Bielefeld - 1971 Landshut - 1972 Gelsenkirchen | - 1973 Landshut - 1974 Bielefeld - 1975 Aachen - 1976 Aachen - 1977 Aachen - 1978 Gelsenkirchen - 1979 Aachen - 1980 Bielefeld - 1981 Aachen - 1982 Bielefeld - 1983 Aachen - 1984 Bielefeld - 1985 Bielefeld - 1986 Bielefeld - 1987 Karlsruhe - 1988 Bielefeld - 1989 Bielefeld - 1990 Bielefeld - 1991 Schwerte - 1992 Oberhausen | - 1993 Oberhausen - 1994 Oberhausen - 1995 Ludwigshafen - 1996 SG Emmelshausen-Koblenz - 1997 Oberhausen - 1998 Oberhausen - 1999 Oberhausen - 2000 SG Emmelshausen-Koblenz - 2001 Oberhausen - 2002 SG Emmelshausen-Koblenz - 2003 VSG Pforzheim - 2004 SG Emmelshausen-Koblenz - 2005 SG Emmelshausen-Koblenz - 2006 VSG Pforzheim - 2007 Oberhausen - 2008 SG Emmelshausen-Bad Kreuznach - 2009 SG Emmelshausen-Bad Kreuznach - 2010 SG Emmelshausen-Bad Kreuznach - 2011 SG Emmelshausen-Bad Kreuznach - 2012 SG Leipzig-Plauen | - 2013 SG Leipzig-Plauen - 2014 SG Leipzig-Plauen - 2015 BSG Emmelshausen - 2016 VSG Pforzheim - 2017 SG Leipzig-Plauen - 2018 SG Leipzig-Plauen - 2019 SG Leipzig-Plauen - 2020–2023 ausgefallen - 2024 SG Leipzig-Plauen |  |

### Damen
| - 1974 VSG Karlsruhe - 1975 VSG Karlsruhe - 1976 ausgefallen - 1977 Landesmannschaft Bayern - 1978 Landesmannschaft Bayern - 1979 VSG Karlsruhe - 1980 VSV München - 1981 SG Oberbayern - 1982 SG Oberbayern - 1983 VSG Karlsruhe - 1984 VSG Karlsruhe - 1985 VSG Karlsruhe - 1986 VSG Karlsruhe - 1987 SG Niedersachsen - 1988 SG Karlsruhe / Bühl - 1989 SG Karlsruhe / Bühl - 1990 SG Karlsruhe / Bühl - 1991 SG Karlsruhe / Bühl - 1992 SG Niedersachsen - 1993 SG Karlsruhe / Bühl | - 1994 SG Karlsruhe / Bühl - 1995 SG Karlsruhe / Bühl - 1996 SG Karlsruhe / Bühl - 1997 SG Karlsruhe / Bühl - 1998 Landesmannschaft Niedersachsen - 1999 SG Karlsruhe / Bühl - 2000 Landesmannschaft Niedersachsen - 2001 SG Karlsruhe / Bühl - 2002 SG Karlsruhe / Bühl - 2003 SG Karlsruhe / Bühl - 2004 SG Karlsruhe / Bühl - 2005 SG Karlsruhe / Bühl - 2006 SG Karlsruhe / Bühl - 2007 SG Karlsruhe / Bühl - 2008 SG Karlsruhe / Bühl - 2009 Landesmannschaft Niedersachsen - 2010 SG Karlsruhe / Bühl - 2011 Landesmannschaft Niedersachsen - 2012 SG Karlsruhe / Bühl | - 2013 Landesmannschaft Niedersachsen - 2014 Landesmannschaft Rheinland-Pfalz - 2015 Landesmannschaft Rheinland-Pfalz - 2016 Landesmannschaft Rheinland-Pfalz - 2017 Landesmannschaft Niedersachsen - 2018 SG Leipzig-Plauen - 2019 SG Leipzig-Plauen - 2020–2024 ausgefallen - weitere Deutsche Meisterschaften der Damen sind derzeit nicht in Planung. |

## Europäische Sitzballturniere
| - 1985 Deutschland - 1987 Nordrhein-Westfalen - 1990 Deutschland - 1991 Deutschland - 1992 Nordrhein-Westfalen - 1993 Deutschland - 1994 Rheinland-Pfalz - 1995 Deutschland - 1996 Rheinland-Pfalz | - 1997 Deutschland - 1998 Nordrhein-Westfalen - 1999 Deutschland - 2000 Deutschland - 2001 Deutschland - 2002 Deutschland - 2003 Rheinland-Pfalz - 2004 Deutschland - 2005 BSG Emmelshausen | - 2006 Deutschland - 2007 Deutschland - 2008 Deutschland - 2009 Deutschland - 2010 Baden - 2011 Sachsen - 2012 Deutschland |

## World Cup (seit 2013 offizielle WM)
- 2006 SG Emmelshausen/Bad Kreuznach

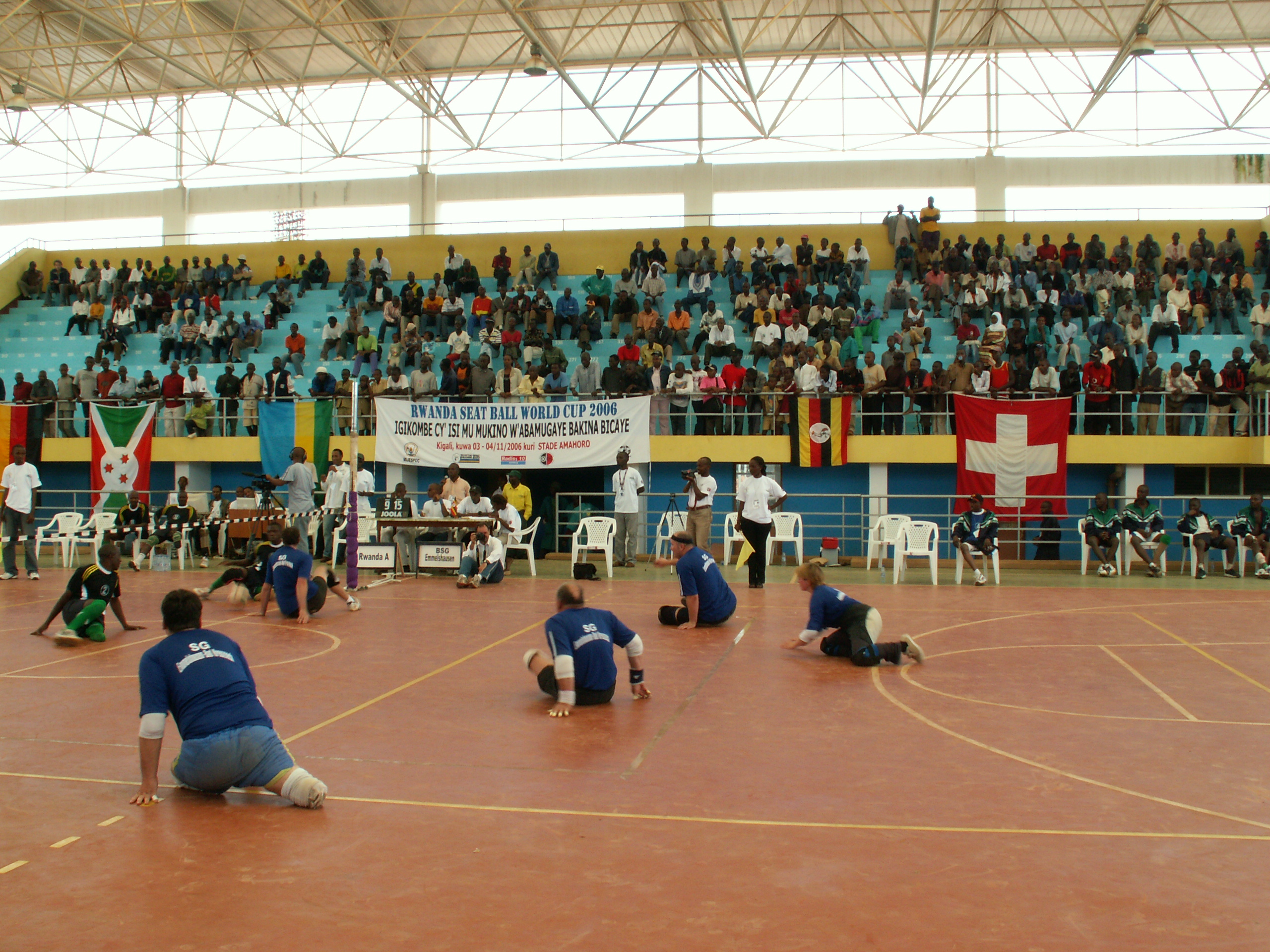
Spielszene Seatball Worldcup 2006 Kigali

- 2008 SG Emmelshausen/Bad Kreuznach
- 2010 Ruanda
- 2013 Team Deutschland

## Länder, in denen Sitzball gespielt wird
Sitzball wird in Teilen Europas und Afrikas gespielt:
- Burundi
- Deutschland
- Italien
- Kenia
- Kongo
- Liechtenstein
- Luxemburg
- Österreich
- Ruanda
- Schweiz
- Tansania
- Uganda

## Offizielle Regeln

### I. Spielgedanke
Auf einem Spielfeld, das in der Mitte durch eine Linie und in 1 m Höhe durch ein zweifarbiges Band in zwei Felder geteilt ist, sitzen sich zwei Mannschaften von je fünf Spielern einander gegenüber.
Jede Mannschaft hat die Aufgabe, den ihr über das Band zugeschlagenen Ball mit der offenen Hand wieder zurückzuspielen und zwar so lange bis ein Fehler den Spielgang beendet. Dabei ist es das Ziel beider Mannschaften, den Ball so über das Band zu spielen, dass dem Gegner der Rückschlag nicht gelingt oder möglichst erschwert wird.
Jeder Fehler der einen Mannschaft wird der anderen als Vorteil angerechnet. Gewonnen hat die Mannschaft, die in der Spielzeit die meisten Treffer erzielt hat.

### II. Mannschaftszusammensetzung
Mannschaftsgesamtpunktzahl: gemäß der gültigen DBS-Tabelle
Zur Mannschaft gehören fünf Spieler. Die Summe der Punktzahlen der Spieler darf diese vorgeschriebene Gesamtpunktzahl nicht überschreiten.
Bein-, Armprothesen, Stützapparate o. Ä. dürfen während des Spieles nicht getragen werden.
Gemischte Mannschaften sind erlaubt.

### III. Spielregeln

#### Regel 1: Spielfeld
1.1 Spielfeldzeichnung siehe Inhaltsverzeichnis.
1.2 Das Spielfeld ist ein Rechteck von zehn Metern Länge und acht Metern Breite.
1.3 Es wird durch eine Mittellinie in zwei Felder geteilt. Der Boden soll glatt und eben sein.
1.4 Grenz- (=Grund- und Seitenlinien) und Mittellinie sind auf dem Boden deutlich sichtbar zu markieren. Die Grenzlinien gehören mit zum Spielfeld, die Mittellinie zu beiden Feldern gemeinsam. Die Linien sollen drei bis fünf Zentimeter breit sein. Ein Ball, der diese Linien berührt, ist im Spielfeld.
1.5 Gleichlaufend über der Mittellinie befindet sich ein bis zu fünf Zentimeter breites, zweifarbiges Band, dessen Oberkante in einem Meter Höhe vom Spielfeldboden verläuft. Es soll über zwei außerhalb des Spielfeldes stehende Pfosten straff gespannt sein. Die Schnittpunkte von Mittel- und Seitenlinien sind durch zehn Zentimeter lange Markierungsstreifen zu kennzeichnen.
1.6 Zuschauer, benachbarte Spielfelder und Hindernisse müssen so weit von den Begrenzungslinien entfernt sein, dass die Spieler nicht behindert werden.

#### Regel 2: Ball und Wahl
2.1 Der Ball soll ein Volleyball sein. Er muss gleichmäßig rund und straff aufgepumpt sein.
2.2 Der DBS kann bestimmen, welche Balltypen zugelassen sind.
2.3 Für Wettspiele kann jede Mannschaft einen spielfähigen Ball stellen. Legt eine Mannschaft bei Spielbeginn keinen Ball auf, so hat sie die Ballwahl für das ganze Spiel verwirkt.
2.4 Der Schiedsrichter entscheidet, ob der Ball den Anforderungen entspricht. Er kann abweichend von Ziffer 2.3 den Spielball bestimmen.
2.5 Vor Spielbeginn werden „Spielfeldseite und Ball“ oder „erste Angabe“ ausgelost, wobei der Gewinner eines von beiden wählen kann. Nach der Halbzeit wechseln „Spielfeldseite und Ball“ und „erste Angabe“. Auf einen Ballwechsel für die zweite Halbzeit kann verzichtet wer den, wenn beide Mannschaften einverstanden sind.
2.6 Die Spieler können zum Schutz ihres Körpers gepolsterte Hosen, anschnallbare Rutschmatten, Ellenbogen- und Knieschützer tragen.

#### Regel 3: Mannschaft
3.1 Jede Mannschaft muss mit fünf Spielern antreten. Diese Zahl darf während der gesamten Spielzeit weder unter- noch überschritten werden. Mannschaften, die bei Spielbeginn nicht oder nicht komplett antreten, verlieren das Spiel
3.2 Die Zahl der Auswechselspieler entspricht der unter 3.1 angegebenen Spielerzahl. Sie müssen in der Mannschaftsaufstellung und auf dem Spielprotokoll aufgeführt werden. Nicht aufgeführte Spieler können nicht eingesetzt werden.
3.3 Vor Spielbeginn sind durch den Mannschaftsführer die in diesem Spiel zum Einsatz kommenden Spieler auf dem Spielprotokoll anzukreuzen.
3.4 In jedem Spiel können zwei Spieler einer Mannschaft ausgewechselt werden. Sie müssen zu den unter 3.2 genannten Auswechselspielern gehören.
3.5 Ein Auswechseln ist nur bei eigener Angabe oder in der Halbzeit möglich. Wiederholter Wechsel zwischen Spielern und Auswechselspielern ist erlaubt.
3.6 Wenn ein Spieler wegen Verletzung ausscheiden muss oder vom Spiel ausgeschlossen worden ist, ist der Spielerwechsel sofort nach dem Ausscheiden oder Ausschluss vorzunehmen. Hierbei ist die Regel 3.7 und 3.8 zu beachten. Ausgeschlossene Spieler dürfen im selben Spiel nicht mehr eingesetzt werden.
3.7 Jeder Spielerwechsel ist erst dann möglich, wenn er vom Protokollführer angeschrieben und dem Schiedsrichter deutlich angezeigt wurde. Regelwidriges Auswechseln wird als Fehler gewertet.
3.8 Die Mannschaftspunktzahl darf auch nach einem Spielerwechsel nicht überschritten werden.
3.9 Verstöße gegen die Regel 3.1 bis 3.4 sowie 3.6 und 3.8 führen zum Abbruch des Spiels (Wertung siehe g.3).

#### Regel 4: Spielzeit
4.1 Die reguläre Spielzeit besteht aus zwei Halbzeiten von je sieben Minuten Dauer Die durch Unterbrechungen verlorene Zeit muss in der Halbzeit nachgespielt werden, in der das Spiel unterbrochen war.
4.2 Bei Spielen nach dem K.-o.-System erfolgt nach unentschiedenem Ausgang eine Verlängerung von zweimal drei Minuten. Die Verlängerung schließt unter Beachtung der Regel 2.5 ohne Pause an. Endet auch diese Verlängerung unentschieden, wird, wieder unter Beachtung der Regel 2.5, bis zu einer Differenz von zwei Treffern weitergespielt.
4.3 Die Spielzeit von Entscheidungsspielen entspricht der regulären Spielzeit.

#### Regel 5: Schlag
5.1 Unter Schlag ist jede kurzzeitige Berührung des Balles mit der offenen Hand (Innenhand oder Handrücken) zu verstehen.
5.2 Der Ball darf mit den Fingerspitzen berührt oder gestoßen werden.
5.3 Das gleichzeitige Berühren des Balles mit beiden Händen ist erlaubt. Eine aufeinanderfolgende Berührung zählt als Fehler.
5.4 Schläge mit der Handkante, geschlossener oder bandagierter Hand sind nicht zulässig. Das Tragen einer bis fünf Zentimeter breiten Binde zum Schutz des Handgelenkes ist erlaubt.
5.5 Schlagverzögerungen durch Heben, Tragen, Werfen oder Führen des Balles sind Fehler.
5.6 Beim Schlagen des Balles ins gegnerische Feld darf:
5.6.1 der Spieler den Rumpf nicht vom Boden lösen, es sei denn als Folge des Schlages;
5.6.2 keine Hand des Spielers mehr am Ball sein, wenn dieser bereits das Band überflogen hat;
5.6.3 keine Hand des Spielers, auch wenn diese sich bereits vor dem Band vom Ball gelöst hat, einen Gegenspieler behindern

#### Regel 6: Spielgang
6.1 Jeder Spielgang beginnt mit der Angabe und endet mit dem ersten darauffolgenden Fehler. Nach jedem Fehler wird der Ball von der Mannschaft, die den Fehler gemacht hat, neu angegeben.
6.2 Nur der während eines Spielganges gemachte Fehler zählt. Der Spielgang endet mit diesem Fehler.
6.3 Das Band innerhalb der Seitenlinien und die Markierungsstreifen dürfen während eines Spielganges weder von einem Spieler noch vom Ball berührt werden.
6.4 Berührungen der Befestigungen/Verankerungen oder eines außerhalb der Schnittpunkte stehenden Pfostens durch den Spieler gelten nicht als Fehler.
6.5 Jeder Ball, der während des Spielganges außerhalb des Spielfeldes auf den Boden fällt, bringt der Mannschaft einen Fehler, die den Ball zuletzt berührt hat.
6.6 Die Fortbewegung während des Spielganges darf nicht auf den Füßen oder den Knien erfolgen. Der Spieler darf den Ball weder im Knien noch im Stehen erwarten und dann berühren.
6.7 Der Spieler darf sich beim Zuspiel des Balles mit dem gesamten Körper vom Boden lösen.
6.8 Grundloses Verweilen von Spielern während eines Spielganges im Gegenfeld ist ein Fehler.

#### Regel 7: Angabe
7.1 Der Ball muss bei der Angabe von drei Spielern gespielt werden, ehe er ins Gegenfeld gelangt. Er muss zwischen den drei Spielern wenigstens einmal auf dem Boden aufspringen.
7.2 Der Ball ist im Spiel, wenn der erste angebende Spieler den Ball zur Angabe sichtbar hochgeworfen hat.
7.3 Die Angabe ist beendet, wenn der Ball von dem dritten angebenden Spieler gespielt wurde. Ein Gegenspieler darf den Ball erst nach Beendigung der Angabe berühren.
7.4 Wird bei der Angabe der in der Luft befindliche Ball nicht getroffen oder wieder aufgefangen oder fällt er ohne Schlag auf den Boden, gilt dies als Fehler.
7.6 Die Angabe kann auch von außerhalb des eigenen Spielfeldes ausgeführt werden. Die Bodenberührung des Balles muss aber im eigenen Spielfeld erfolgen.
7.7 Die Angabe ist gültig, wenn der Ball nach den drei Berührungen oder Schlägen durch die drei Spieler und mindestens einer Bodenberührung frei über das Band innerhalb der Markierungsstreifen im Gegenfeld den Boden oder innerhalb oder außerhalb des Gegenfeldes einen Gegenspieler berührt.
7.7 Eine verzögerte Angabe führt zum Fehler. Diese Verzögerung ist gegeben:
7.7.1 wenn sich der Ball im Spielfeld der angebenden Mannschaft befindet und die Angabe nicht binnen fünf Sekunden begonnen wird;
7.7.2 wenn sich der Ball im Spielfeld der Gegenmannschaft befindet und diese den Ball nicht innerhalb von fünf Sekunden der zur Angabe berechtigten Mannschaft übergibt.
7.8 Gibt eine zur Angabe nicht berechtigte Mannschaft den Ball an, zählt dies als Fehler.

#### Regel 8: Rückschlag und Zuspiel
8.1 Der vom Gegner kommende Ball kann nach Überfliegen des Bandes frei aus der Luft angenommen und zugespielt oder zum Gegner zurückgeschlagen oder nach dem Aufspringen im eigenen Feld zu- oder zurückgespielt werden. Der Ball muss spätestens nach der dritten Berührung über das Band ins Gegenfeld gelangen.
8.2 Der Ball darf:
8.2.1 zweimal von demselben Spieler gespielt werden, wenn zwischen den beiden Berührungen ein anderer Spieler den Ball berührt hat;
8.2.2 dreimal insgesamt berührt werden;
8.2.3 nur einmal nach jedem Schlag den Boden berühren.
8.2.4 Treffen zwei Spieler einer Mannschaft gleichzeitig den Ball, so gilt dies als zwei Berührungen.
8.3 Das Zuspielen muss durch Schlagen oder Pritschen erfolgen.
8.4 Der Rückschlag ist gültig, wenn der Ball den Boden des Gegenfeldes oder einen Gegner im oder außerhalb des Gegenfeldes berührt.
8.5 Überfliegt der Ball beim Zu- oder Rückspiel vom Boden des Eigenfeldes kommend das Band, so darf er aus der Luft wieder in das Eigenfeld gespielt werden. Der Eigenspieler hat kein Vorrecht vor einem Gegenspieler.
8.6 Gelangt ein Ball beim Zuspiel unter dem Band in die gegnerische Spielhälfte, so kann er unter dem Band zurückgespielt werden, wenn er weder beim Hin- noch beim Rückflug den Boden des Gegenfeldes berührt.
8.7 Treffen je ein Spieler beider Mannschaften gleichzeitig den Ball über dem Band (Pressschlag) und fällt der Ball danach in das Band oder außerhalb des Spielfeldes auf den Boden, so gilt das nicht als Fehler. Die letzte Angabe wird wiederholt. Fällt er nach dem Pressschlag, ohne das Band zu berühren in ein Feld, so stehen der betreffenden Mannschaft wieder drei Schläge zu.
8.8 Ist der Ball beim Versuch, ihn zuzuspielen oder zurückzuschlagen, über die Begrenzungslinien des Eigenfeldes geflogen, so darf er weitergespielt werden, solange er den Boden nicht berührt hat. Der Ball kann sowohl zugespielt, als auch unmittelbar innerhalb der Markierungsstreifen zurückgeschlagen werden.
8.9 Wird ein Spieler:
8.9.1 durch einen Gegenspieler behindert, so bringt das der benachteiligten Mannschaft einen Treffer;
8.9.2 oder ein Spielvorgang durch Zuschauer oder ein Hindernis innerhalb des Spielfeldes oder Auslaufes behindert, so gilt das nicht als Fehler. Die letzte Angabe wird wiederholt.
8.9.3 Tritt eine Behinderung durch eigene Spieler, Auswechselspieler oder Betreuer ein, so gilt das als Fehler für die eigene Mannschaft.
8.10 Während eine Spielganges darf der Ball:
8.10.1 die Hallenwände einschließlich der an den Wänden befestigten Geräte nicht berühren (Fehler);
8.10.2 beim Zuspiel im eigenen Spielfeld die Hallendecke in der eigenen Hallenhälfte und die daran befestigten Geräte berühren (kein Fehler);
8.10.3 beim Rückspiel ins Gegenfeld die Hallendecke und die daran befestigten Geräte nicht berühren (Fehler).

#### Regel 9: Wertung
9.1 Jeder Fehler einer Mannschaft wird der anderen Mannschaft als Treffer angerechnet und angezeigt.
9.2 Gewonnen hat die Mannschaft, die in der regulären Spielzeit die meisten Treffer erzielt hat. Treffergleichheit bedeutet unentschiedenes Spiel.
9.3 Bei Abbruch eines Spiels gilt das Spiel für diejenige Mannschaft als verloren, die den Abbruch verursacht hat. Es wird mit 10:20 Treffern gewertet. Diese Wertung gilt auch bei der Annullierung eines Spiels.
9.4 Punktewertung bei Gruppenspielen, siehe Regel 6 Wertung und Platzfolge der DBS-Turnierordnung.

#### Regel 10: Spielrichter
10.1 Jedes Spiel wird von einem Schiedsrichter geleitet, den vier Linienrichter, ein Protokollführer, ein Anschreiber und ein Zeitnehmer unterstützen.
10.2 Der Schiedsrichter überzeugt sich vor dem Spiel von dem regelgerechten Zustand des Spielfeldes, der Bälle sowie der Spielkleidung. Er lost mit den Mannschaftsführern die Spielfeldseite und Angabe aus, sorgt für die richtige Anzeige und Zeitnahme und bestätigt nach dem Spiel mit seiner Unterschrift die Richtigkeit des Spielprotokolls/-berichts.
10.3 Der Schiedsrichter eröffnet und schließt das Spiel und hat das Recht, es zu unterbrechen oder abzubrechen. Beginn und Ende der Halbzeiten, Spielunterbrechungen und Vorteile werden von ihm durch Pfiff oder Zuruf angezeigt. Bei gleichzeitigem Spiel auf mehreren Spielfeldern kann die Zeitnahme zentral erfolgen. Der Schiedsrichter bleibt jedoch für sein Spiel verantwortlich.
10.4 Der Schiedsrichter wacht über die Einhaltung der Spielregeln und entscheidet alle Fragen selbständig. Seine Regelentscheidungen sind unanfechtbar.
10.5 Jeden Treffer gibt er durch Handzeichen bekannt.
10.6 Der Schiedsrichter hat die Pflicht, einen Spieler wegen ungehörigen Benehmens oder unfairen Spiels zu verwarnen oder aus zuschließen.
10.7 Der Schiedsrichter hält sich während eines Spielgange außerhalb des Spielfeldes an der Seitenlinie in der Nähe des Bandes auf und stellt sich so, dass er die Linienrichter und Anzeiger kontrollieren kann.
Trifft ein Ball den Schiedsrichter im Spielfeld, so wird die letzte Angabe wiederholt. Trifft er ihn außerhalb des Spielfeldes, so gilt das als Fehler für die Mannschaft, die den Ball zuletzt berührt hat.
10.8 Die Linienrichter unterstützen von den in der Zeichnung auf gezeichneten Punkten aus den Schiedsrichter in der Überwachung der Spielregeln durch Fahnenzeichen und Zuruf. Sie haben kein Recht, unmittelbar zu entscheiden.
10.9 Anzeiger und Protokollführer sind verantwortlich für das Anschreiben und Anzeigen der Treffer sowie das Überwachen und Anschreiben des Spielerwechsels. Das Trefferergebnis und die Mannschaftszusammensetzung haben sie sich von beiden Mannschaftsführern bestätigen zu lassen.